# Communauté de communes des vallons du Bouchot et du Rupt
La communauté de communes des Vallons du Bouchot et du Rupt (CCVBR) est une ancienne communauté de communes française, qui était située dans le département des Vosges en région Lorraine.

## Histoire
Le 1er janvier 2014, elle fusionne avec la Communauté de communes de la Vallée de la Cleurie pour former la Communauté de communes Terre de Granite.

## Composition
Elle était composée de 5 communes :
- Basse-sur-le-Rupt
- Gerbamont
- Rochesson
- Sapois
- Vagney (siège)

## Administration
| Période                                  | Période | Identité        | Étiquette | Qualité                     |
| ---------------------------------------- | ------- | --------------- | --------- | --------------------------- |
| Les données manquantes sont à compléter. |         |                 |           |                             |
|                                          |         | Évelyne Bernard | DVD       | Maire de Vagney (2008-2014) |